# Miles Taylor (statstjänsteman)
Miles Taylor, född 20 februari 1987 i La Porte, Indiana, är en f.d. amerikansk statstjänsteman och var under nio månader 2019 stabschef vid USA:s inrikessäkerhetsdepartement.
Utöver sitt officiella yrkesutövande uppmärksammades "I Am Part of the Resistance Inside the Trump Administration", en artikel som publicerades anonymt i New York Times i september 2018 och som Taylor i oktober 2020 sade sig ha skrivit.